# Йонна
Йо́нна (фр. Yonne) — департамент на востоке Франции, один из департаментов региона Бургундия — Франш-Конте. Порядковый номер — 89. Административный центр — Осер. Население — 353 366 человек (68-е место среди департаментов, данные 2010 года).

## География
Площадь территории — 7427 км². Через департамент протекает река Йонна, собственно, давшая ему название.
Департамент включает 3 округа, 42 кантона и 454 коммуны.
На территории департамента расположено водохранилище Бурдон.

## Антропология и палеогенетика
В долине реки Ла Кюр (приток Йонны) в пещере Грот-дю-Ренн (Оленья пещера) в Арси-сюр-Кюр на одном шательперонском уровне с 11 неандертальцами палеоантропологи нашли подвздошную кость младенца AR-63, который принадлежал к виду человек разумный, сосуществовавшему с неандертальцами 45 тыс. лет назад.
В Оленьей пещере в Арси-сюр-Кюр найдены человеческие останки в отложениях культурного слоя Шательперон возрастом 43 160—41 320 лет. Исследованием ископаемой митохондриальной ДНК была доказана принадлежность останков неандертальцам.
Данные ДНК и изотопов стронция из образцов >100 человек из городища Гурги-ле-Нуаза (коммуна Гурги), датируемого западноевропейским неолитом ~ 4850–4500 лет до н. э., показали, что это сообщество было генетически связано двумя основными родословными, охватывающими семь поколений, которые были патрилокальными и патрилинейными, с признаками женской экзогамии и обмена с генетически близкими соседними группами. Микродемографическая структура лиц, связанных и не связанных с родословными, раскрывает дополнительную информацию о социальной структуре, условиях жизни и роде занятий. Отсутствие сводных братьев и сестёр и большое количество взрослых полных братьев и сестёр предполагают стабильное состояние здоровья и поддерживающую социальную сеть, что способствует высокой рождаемости и низкой смертности. Различия возрастной структуры и результаты определения изотопов стронция по поколениям указывают на то, что это место использовалось всего несколько десятилетий.
Все мужские образцы имеют Y-хромосомную гаплогруппу G2а2 (G2a2-CTS796/PF3331/CTS12570/CTS12891, G2a2-P303/Z765/CTS946/Z3243/CTS10366/PF3329/PF3339/CTS688/PF3328/CTS7698/PF3329/PF3330/PF3342/, G2-PF3346, G2a2-L30/M3224, G2a2-Y18939*(xY51846)/Y46201/Y53430/Y57005/Y47295/Y50243).

## История
Йонна — один из первых 83 департаментов, образованных во время Великой французской революции в марте 1790 года. Возникла на территории бывшей провинции Бургундия. Название происходит от реки Йонна, притока Сены.